# Winterheart's Guild
Winterheart's Guild is het derde studioalbum van de Finse powermetalband Sonata Arctica. Dit album werd uitgebracht in 2003.

## Nummers
1. Abandoned, Pleased, Brainwashed, Exploited – 5:37
2. Gravenimage – 6:58
3. The Cage – 4:37
4. Silver Tongue – 3:58
5. The Misery – 5:08
6. Victoria's Secret – 4:43
7. Champagne Bath – 3:57
8. Broken – 5:18
9. The Rest of The Sun Belongs to Me – 4:22 (Bonustrack op de Japanse en Koreaanse uitgave)
10. The Ruins of My Life – 5:14
11. Draw Me – 4:05